# Hit Mania 2013
Hit Mania 2013 è una compilation di artisti vari facente parte della serie Hit Mania, pubblicata il 4 dicembre 2012.
La compilation è mixata dal dj Mauro Miclini.

## Tracce
1. Psy – Gangnam Style (강남스타일) – 3:48
2. Fly Project – Musica (Pee4tee Rmx) – 3:14
3. will.i.am – This Is Love (feat. Eva Simons) – 3:50
4. João Lucas & Marcelo – Eu Quero Tchu, Eu Quero Tcha – 2:30
5. Serebro – Gun – 2:59
6. Alexandra Stan – Cliché (Hush Hush) – 2:37
7. Asaf Avidan & The Mojos – One Day/Reckoning Song (Wankelmut Rmx) – 2:38
8. Rasmus Faber & Syke ‘N’ Sugarstarr – We Go Oh – 2:46
9. Get Far – Survive (feat. Ivana Lola) – 3:33
10. Dj Antoine vs. Mad Mark – Broadway (2k12 Radio Edit) – 2:28
11. Avicii – Last Dance – 3:03
12. Riccardo Piparo – Rapido (feat. Deanna) (Riccardo Piparo Rmx Radio) – 3:22
13. Gold 1 – This Is My Love (feat. Bruno Mars) (David May Extended Mix) – 3:06
14. Maroon 5 – One More Night – 3:36
15. Scissor Sisters – Baby Come Home – 2:48
16. Naughty Boy – Wonder (feat. Emeli Sandé) – 3:23
17. The Babysitters Circus – Everything’s Gonna Be Alright – 4:30
18. Club Dogo – Tutto Ciò Che Ho (feat. Il Cile) – 3:33
19. Alessandra Amoroso – Ciao – 3:15
20. Cesare Cremonini – Una come te – 4:11
21. Emma – Maledetto quel giorno – 3:36
22. Gil Foster and Roby Montano – I Won’t Surrender (feat. Dhany) – 2:37
23. Conor Maynard – Turn Around (feat. Ne-Yo) – 2:41
24. Skunk Anansie – I Hope You Get To Meet Your Hero – 3:41

Durata totale: 77:45